# Super Adventure Island
Super Adventure Island (高橋名人の大冒険島, Takahashi Meijin no Daibouken Jima) est un jeu vidéo de plates-formes, développé par Produce! et édité par Hudson Soft, sorti en 1992 sur Super Nintendo.C'est le troisième jeu de la série Adventure Island.

## Système de jeu
Mise à part la supériorité du graphisme et du son découlant de la Super Nintendo, les règles du jeu ne sont guère différentes du premier Adventure Island. Bien que Super Adventure Island est paru  après Adventure Island II, aucune des innovations du deuxième jeu est au rendez-vous dans ce titre. 
Le joueur a désormais le choix entre deux armes: soit la hache (comme dans les deux jeux précédents) et un boomerang (qui sera maintenu dans Adventure Island III). Alors que la hache ne peut être lancée qu'à gauche ou à droite, le joueur peut tirer le boomerang dans les quatre sens. Lorsque le joueur trouve une arme, il peut seulement effectuer un tir à la fois. En prenant la même arme de manière successive, le joueur pourra lancer jusqu'à trois tirs en même temps. S'il prend cette même arme pour une quatrième fois consécutive, ses tirs se transformeront en boules de feu qui sont plus puissantes et ont la capacité de détruire les pierres. À ce stade-ci, le joueur conservera ses boules de feu même s'il passe de la hache au boomerang ou vice versa, et ce tant et aussi longtemps qu'il ne perd pas une vie. 
Il n'est plus possible pour le joueur de courir dans Super Adventure Island. En revanche, il a maintenant la capacité de s'accroupir pour effectuer de puissants sauts. 
Fidèle à la série Adventure Island, le joueur doit s'assurer de constamment ramasser des fruits tropicaux pour empêcher ses points de vie de diminuer et éventuellement lui coûter une vie. Il a aussi l'opportunité d'acquérir un skateboard pour traverser plus rapidement les niveaux.